# لويزة مرضية
لويزة مرضية (الاسم العلمي: Aloysia gratissima) هو نوع نباتي يتبع جنس اللويزة من فصيلة اللويزية.